# Achilles und die Schildkröte (Film)
Achilles und die Schildkröte (jap. アキレスと亀, Akiresu to kame) ist der 14. Film von Takeshi Kitano. Die Komödie hatte am 20. September 2008 in Japan Premiere. Kitano zeichnete für Regie, Drehbuch, Schnitt, eine Hauptrolle und vor allem die Gemälde verantwortlich.

## Handlung
Auf dem Land, Ende der 1950er-Jahre: Dem kleinen Machisu sind die Malerei und die Kunst in die Wiege gelegt. Seine Kreativität wird von den erfolgreichen Eltern nach Kräften gefördert. Der Lehrer schließt das stille Kind aus einflussreichem Haus ebenfalls in Herz, das mit Courage und ungewöhnlicher Motivwahl selbst den Mathematikunterricht bereichert. Machisu zeichnet sogar Kraftfahrzeuge als Stillleben, und zwar aus der Fahrtrichtung. Der freundliche Vater, Besitzer eines Kreditunternehmens und Kunstmäzen, erhängt sich mit seiner Geliebten, Machisus Mutter, als sein Unternehmen Insolvenz anmelden muss. Geschäftsleute verwerten aus dem Haus alles, was nicht niet- und nagelfest ist, lassen Machisus unschuldige Bilder aber unangetastet.
Machisu wird nach den glücklichen Kindheitstagen in die Obhut eines eher autoritären Onkels gegeben, aber in malerische Umgebung. Seine neuen Lehrer sind traditioneller und setzen auf Frontalunterricht. Unverzagt freundet sich der kleine Machisu mit einem Landarbeiter unterdurchschnittlicher kognitiver Fähigkeiten an und gibt ihm Ratschläge. Seine Stiefmutter stirbt im Steinbruch durch Selbstmord. Der Landarbeiter, selbst Maler, erliegt einem Verkehrsunfall.
Als Machisu (immer mit Baskenmütze) das „junge Erwachsenenalter“ erreicht, hält er trotz anderweitiger Vorzeichen an seinem Traum fest. Als Broterwerb arbeitet er bei der Presse und sortiert Zeitungen, ist aber sehr höflich. Ein nicht ganz marktgängiges Stadtpanorama nimmt ein Kunsthändler aus Kulanz zur Entsorgung entgegen und rät dem Autodidakten, sich die Kunstgeschichte anzueignen und einen staatlich geregelten Ausbildungsgang zu absolvieren. Machisu wälzt daraufhin stapelweise Monografien. Frauen beginnen sich für ihn zu interessieren, er wendet sich also der Aktmalerei zu (in der Art Picassos), die Beziehung geht jedoch nach nur einem Bild in die Brüche; am Arbeitsplatz in der Druckerei wird er eher für Gebrauchskunst benötigt. Er nimmt an einem spontanen Happening, Arte Povera-Installationen, dem Action Painting und mehrfach gebrochener Unfallkunst teil, stets etwas abseits stehend. Als es zu Toten kommt, ist die Gruppe vor Trauer am Boden zerstört. Die Künstlerfreunde lassen sich an der Imbissbude beraten, wo der Koch mit den hungernden Kindern in Afrika argumentiert. Sein Freund ist vor Gram gebrochen, während er neben ihm auf einer Brücke herläuft, stand aber ohnehin kurz vor dem Selbstmord.
Machisu findet eine Frau, die ihn „versteht“. Die Epoche der seriellen Kunst und infantilen Kunst scheint angebrochen. Stilistisch liegt seine wahre Begabung nach Meinung seines konstruktiv-kritischen Kunsthändlers insbesondere beim Plagiat und ferner dem Selbstplagiat, er muss sich aber immer noch die Farbe vom Mund absparen.
Im sogenannten „mittleren Lebensalter“ hat Machisu immer noch nicht aufgegeben, er verschreibt sich dem Drip Painting. Er wendet sich dem Genre der Verkehrskunst zu, scheint aber Zielgruppe und Konjunkturzyklen immer haarscharf hinterher zu sein. Stattdessen hat er eine Tochter, die arbeiten gehen muss. Beim nächtlichen Sprayen wird das Künstlerehepaar von den Besitzern der Läden festgenommen und muss die Wände weißeln, wird also staatlicherseits zensiert. Sie versuchen es mit politischer Kunst und Symbolismus, wobei es mit der Logik hapert. Abstrakte Selbstporträts verkaufen sich schon deshalb nicht, weil ihn niemand kennt. Als sie einen Verkehrsunfall zum Motiv machen, werden sie endlich Gegenstand der Medienberichterstattung. Die Tochter traut sich infolgedessen nicht mehr in die Schule. Er lässt seine verständnisvolle, hübsche Frau gegen einen Schwergewichtler in der Kampfkunst antreten. Als Revanche stellt er sich als Versuchsobjekt in der Badewanne für die Ertränkungskunst zur Verfügung. Er kommt ins Krankenhaus, seine Frau wird verhaftet. Seine Frau trennt sich von ihm, ohne dass man daran etwas komisch finden könnte. Er verarbeitet es mit Body-Art. Seine attraktive Tochter ist Prostituierte geworden und er leiht sich von ihr Geld für seine Farben. Der schweigsame Künstler bekommt von einem Zuhälter eine auf die Nase, und sattelt auf die Blutkunst um (und nimmt die halluzinogenen Tabletten, die er von seiner Tochter bekommen hat).
Seine Tochter stirbt. Als er sie selbst im Leichenschauhaus noch schminkt, wirft ihm seine Ex-Frau vor, dass er alle Menschlichkeit eingebüßt hätte, schlägt auf ihn ein und rennt davon. Er überantwortet alle seine Schöpfungen dem Flammentod. Ein Selbstmordversuch durch Autoabgase verläuft im Sande, weil der Tank leer ist. Am Strand malt er Feuer/Blume (v. l. n. r.). Unter Bandagen mit Verbrennungen dritten Grades versucht er es mit einer zerbrochenen, verbrannten Sodadose für 200.000 Yen, d. h. Fundkunst. Auf dem Flohmarkt kehrt seine Frau zu ihm zurück. Als er Arm in Arm mit seiner Frau davonhinkt und die Dose wegwirft, hat Achilles die Schildkröte endlich eingeholt.

## Kritiken
„Aber zum Glück gibt es noch Regisseure, die für ihre Figuren eigene Universen erschaffen. […] Zwischendurch bedecken farbenfrohe Kleckse die gesamte Kinoleinwand.“

Mit dem Film in künstlerischer Hinsicht hart ins Gericht geht Verena Lueken von der FAZ:

„Auch die Bilder, allesamt scheußlich, hat Takeshi Kitano selbst gemalt, und es gehört schon einiger Humor dazu, sie öffentlich vorzuzeigen. […] Am Ende sind die Fragen des Anfangs nicht beantwortet, die Opfer und die Leben, die die Kunst forderte, haben sich getürmt, und zurück bleibt der Künstler ohne Publikum als komischer Kauz.“

Zur Stellung im Gesamtwerk Kitanos und als letzter Teil der Kitano-Trilogie (Mark Schilling) merkt Molodezhnaja.ch an: „Endlich, es ist überstanden.“

## Veröffentlichung
Der Film feierte am 20. September 2008 seine Premiere in Tokio, Japan.
Im Wettbewerb der 65. Filmfestspiele von Venedig war er am 28. August 2008 zu sehen.

## Preise und Nominierungen
Internationale Filmfestspiele von Venedig 2008
- Nominierung Goldener Löwe für Takeshi Kitano. Der Preis ging an The Wrestler von Darren Aronofsky.